# نشان افتخار تولد لهستان
نشان افتخار تولد لهستان به نشانی در لهستان گفته می‌شود که توسط رئیس‌جمهور این کشور به افراد نظامی یا غیرنظامی و همچنین شهروندان خارجی که در زمینه‌های گوناگون موفق به انجام عمل ویژه‌ای شده‌اند اهدا می‌شود.

## درجه‌بندی
ترتیب اهمیت پنج رده نشان:
| ۱. نشان بزرگ            | Ribbon |
| ۲. نشان فرماندهی درجه ۱ | Ribbon |
| ۳. نشان فرماندهی درجه ۲ | Ribbon |
| ۴. نشان افسر            | Ribbon |
| ۵. نشان شوالیه          | Ribbon |